# Krăstina, Burgas
Krăstina (în bulgară Кръстина) este un sat în comuna Kameno, regiunea Burgas,  Bulgaria. 

## Demografie
Componența etnică a satului Krăstina
     Nicio identificare (32,25%)
     Bulgari (40%)
     Romi (27,75%)
     Turci (0%)
La recensământul din 2011, populația satului Krăstina era de 400 locuitori. Nu există o etnie majoritară, locuitorii fiind bulgari (40%) și romi (27,75%). Pentru 32,25% din locuitori nu este cunoscută apartenența etnică.